# Рязаново (Нижегородская область)
Ряза́ново — деревня в составе Мошкинского сельсовета Ветлужского района Нижегородской области. Располагается в полутора километрах от правого берега реки Ветлуги.
По данным на 1999 год, численность населения составляла 57 чел.

## География
Рязаново располагается в полутора километрах от правого берега реки Ветлуги. Высота цента посёлка над уровнем моря — 107 м. Находится в 27 км от города Ветлуги и в 174 км от Нижнего Новгорода.

## Название
Название-антропоним: по имени первооснователя поселения Тихона Резанова.

## История
Основано, согласно преданиям, в XVII веке выходцем из псковских земель Тихоном Резаным. Произошло это после нападения шведов на его родное село Иванцево, во время которого Тихону изрезали лицо и отрезали уши. Тогда он, вместе с Матвеем Мошкой (впоследствии основателем деревни Мошкино) организовал переселение в устье реки Вол.
В XIX веке поселение входило в Богоявленскую волость Варнавинского уезда Костромской губернии. После завершения гражданской войны поселение в 1922 году в составе Варнавинского уезда было передано в Нижегородскую губернию.

## Население
| 1897 | 1907 | 1916 | 1999 | 2002 | 2010 |
| ---- | ---- | ---- | ---- | ---- | ---- |
| 190  | ↗238 | ↗239 | ↘57  | ↘46  | ↘28  |

## Достопримечательности
- В деревне располагается церковь Богоявления Господня, построенная в 1825 году, ныне не действующая[10].